# Kurtzina
Kurtzina is een geslacht van weekdieren uit de klasse van de Gastropoda (slakken).

## Soorten
- Kurtzina beta (Dall, 1919)
- Kurtzina crossata (Dall, 1927)
- Kurtzina cyrene (Dall, 1919)